# Jurij Andropow
Jurij Władimirowicz Andropow (ros. Юрий Владимирович Андропов; ur. 2 czerwca?/15 czerwca 1914 we wsi Sołuno-Dmitrijewskoje w guberni stawropolskiej, zm. 9 lutego 1984 w Moskwie) – radziecki działacz partyjny i państwowy. Sekretarz generalny KC KPZR (1982–1984), szef KGB (1967–1982), ambasador ZSRR na Węgrzech. Generał armii ZSRR, Bohater Pracy Socjalistycznej (1974).

## Wczesne lata

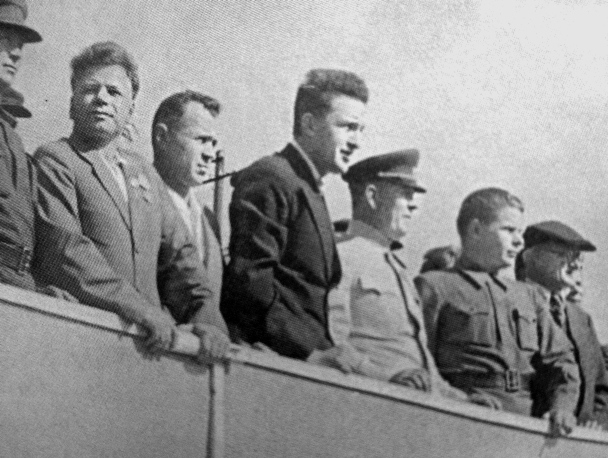
Jurij Andropow, 1945 (w centrum, czwarty od lewej)

Andropow przyszedł na świat prawdopodobnie w miejscowości Nagutskaja, położonej w pobliżu Stawropola. Ojciec zmarł na tyfus plamisty w 1919, matka zmarła w 1929. Pracował jako pomocnik kinomechanika, robotnik i marynarz śródlądowy. Ukończył Technikum Transportu Wodnego w Rybińsku. W 1930 wstąpił w szeregi Komsomołu.
Pełne członkostwo w partii uzyskał w 1939. W latach 1940–1944 był szefem Komsomołu w Karelo-Fińskiej SRR. W czasie okupacji jej części przez wojska niemieckie brał udział w walce partyzanckiej. W czasie wojny używał pseudonimu „Mohikanin”. W 1947 został II sekretarzem lokalnego komitetu partyjnego w Karelii.

## Działacz polityczny

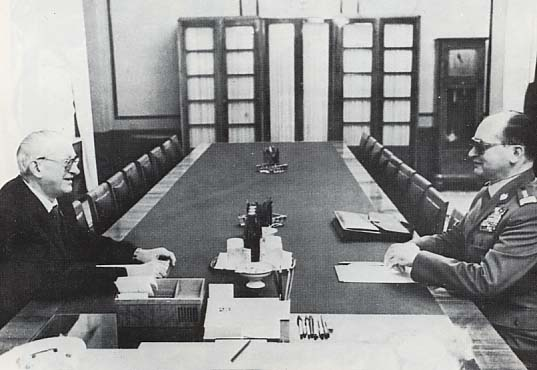
Jurij Andropow i Wojciech Jaruzelski (I sekretarz KC PZPR), grudzień 1981 r., po ogłoszeniu stanu wojennego w PRL

Niedługo po wojnie, w 1951 Andropow przeprowadził się do Moskwy, gdzie pracował w KC KPZR. Jako inspektor KC KPZR nadzorował pracę organizacji partyjnych republik nadbałtyckich. Po śmierci Stalina Malenkow próbował usunąć ze stanowiska I Sekretarza KC Komunistycznej Partii Litwy Antanasa Sniečkusa. Na czele delegacji, która pojechała do Wilna w celu zbadania sprawy postawiony został Andropow. Jednakże kontrola nie wykazała sugerowanych przez Malenkowa nieprawidłowości, w związku z czym Andropow postanowił nie zgłaszać wniosku o usunięcie szefa partii w Litewskiej SRR. Od lipca 1954 roku do marca 1957 roku był ambasadorem Związku Radzieckiego na Węgrzech. W czasie swego pobytu na placówce w Budapeszcie był odpowiedzialny za organizację tłumienia powstania narodowego pod wodzą Imre Nagya i osadzenie Jánosa Kádára. Po dojściu do władzy Nikity Chruszczowa i przeprowadzeniu destalinizacji Andropow wrócił (w 1957) do pracy w KC KPZR. Od 31 października 1961 do śmierci był członkiem KC.
Od 23 listopada 1962 do 21 czerwca 1967 był sekretarzem KC KPZR. W maju 1967 został przewodniczącym KGB. 21 czerwca 1967 był zastępcą członka, a od 27 kwietnia 1973 do śmierci członkiem Politbiura, z zachowaniem stanowiska szefa KGB. 17 grudnia 1973 mianowany generałem pułkownikiem, a 10 września 1976 generałem armii.
W maju 1981 Leonid Breżniew i Andropow oświadczyli wspólnie na spotkaniu z funkcjonariuszami KGB, że Stany Zjednoczone w tajemnicy przygotowują atak na ZSRR, i w związku z tym postawili własne siły nuklearne w stan pełnej gotowości (operacja RJaN).

## Przywódca ZSRR
Po śmierci Leonida Breżniewa wśród jego następców wymieniano Konstantina Czernienkę, Grigorija Romanowa, Wiktora Griszyna lub Wołodymyra Szczerbyckiego. Kilka miesięcy przed śmiercią Breżniewa, w maju 1982 Andropow włączył się do gry, rezygnując z funkcji szefa KGB i obejmując po śmierci Susłowa funkcję sekretarza KC KPZR. 12 listopada 1982 roku został wybrany na Sekretarza Generalnego KC KPZR, przez co stał się pierwszym i jedynym szefem organów bezpieczeństwa, który stanął na czele KPZR. 16 czerwca 1983 został też tytularnym szefem państwa – Przewodniczącym Prezydium Rady Najwyższej ZSRR (był deputowanym do Rady Najwyższej ZSRR 3 kadencji i od 6 do 10 kadencji).
W polityce wewnętrznej Andropow znany był, oprócz pierwszych prób reform, z prób ograniczenia powszechnej korupcji i alkoholizmu. W polityce zaś zagranicznej kontynuował wojnę w Afganistanie, próbował poprawić stosunki na linii ZSRR-USA, ale odrzucił proponowane przez administrację Reagana propozycje redukcji broni strategicznej (słynny „spacer w lesie”, podczas którego amerykański negocjator Paul Nitze przedstawił propozycję ograniczenia zbrojeń radzieckiemu negocjatorowi Julijowi Kwizinskiemu). W czasie swej krótkiej kadencji Andropow wsławił się odpowiedzią na list amerykańskiej dziewczynki Samanthy Reed Smith w „Prawdzie”, co sprawiło, że stała się ona najmłodszym ambasadorem dobrej woli w USA.
Już po trzech miesiącach sprawowania władzy musiał być poddawany stałym dializom w związku z niewydolnością nerek. W związku z jego śmiercią w Związku Radzieckim ogłoszono żałobę narodową w dniach 11–14 lutego. Siedmiodniową żałobę narodową ogłoszono w Syrii, czterodniową na Kubie, trzydniową w Indiach, Afganistanie, Beninie, Ghanie, Iraku i Brazylii, dwudniową żałobę ogłoszono w Bułgarii, Korei Północnej, Ludowej Republice Konga i Zimbabwe, a jednodniową w Kostaryce, Jugosławii i Czechosłowacji. Andropow został pochowany pod murami Kremla w Moskwie. W pogrzebie na placu Czerwonym brały udział delegacje z całego świata. Przybyli m.in. przywódcy PRL – Wojciech Jaruzelski, NRD – Erich Honecker, Bułgarii – Todor Żiwkow, Czechosłowacji – Gustáv Husák, Rumunii – Nicolae Ceaușescu, Węgier János Kádár, Mongolii – Jumdżagijn Cedenbał, Kuby – Fidel Castro, premier Wielkiej Brytanii Margaret Thatcher, premier Indii Indira Gandhi, wiceprezydent USA George Bush, kanclerz Niemiec Helmut Kohl, premier Francji Pierre Mauroy, prezydent Malty Agatha Barbara, pierwsza dama Filipin Imelda Marcos i kilkadziesiąt innych głów państw i szefów rządów.
W latach 1984–1989 miasto Rybińsk nosiło nazwę Andropow.

## Odznaczenia
- Bohater Pracy Socjalistycznej (dekret Prezydium Rady Najwyższej ZSRR z 14 czerwca 1974, „za jego wielkie zasługi dla partii komunistycznej i państwa radzieckiego w związku z jego sześćdziesiątych urodzin”).
- Order Lenina (czterokrotnie):
  - Dekret Rady Najwyższej ZSRR z 13 czerwca 1964 roku „za zasługi dla partii komunistycznej i państwa radzieckiego w związku z pięćdziesiątą rocznicę urodzin”;
  - Dekret Rady Najwyższej ZSRR z 23 lipca 1957 roku, „za wzorowe wykonanie obowiązku w węgierskich wydarzeń z okresu” („Bez publikacji w druku”);
  - Dekret Prezydium Rady Najwyższej ZSRR z 14 czerwca 1974, „za jego wielkie zasługi dla partii komunistycznej i państwa radzieckiego w związku z jego sześćdziesiątych urodzin,” Orderem Lenina i złotym medalem „sierp i młot”.
  - Dekret Prezydium Rady Najwyższej ZSRR z dnia 2 grudnia 1971 roku „za zasługi w zapewnieniu skutecznej realizacji zadań planu pięcioletniego rozwoju gospodarczego ZSRR w 1966-1970” („Nie podlega publikacji”);
- Order Rewolucji Październikowej
- Order Czerwonego Sztandaru
- Order Czerwonego Sztandaru Pracy (trzykrotnie)
- Medal jubileuszowy „W upamiętnieniu 100-lecia urodzin Władimira Iljicza Lenina”
- Medal „Partyzantowi Wojny Ojczyźnianej” I klasy (10 czerwca 1943)
- Medal „Za wyróżnienie w ochronie granic państwowych ZSRR”
- Medal „Za zwycięstwo nad Niemcami w Wielkiej Wojnie Ojczyźnianej 1941–1945”
- Medal jubileuszowy „Dwudziestolecia zwycięstwa w Wielkiej Wojnie Ojczyźnianej 1941–1945”
- Medal jubileuszowy „Trzydziestolecia zwycięstwa w Wielkiej Wojnie Ojczyźnianej 1941–1945”
- Medal „Za ofiarną pracę w Wielkiej Wojnie Ojczyźnianej 1941–1945”
- Medal jubileuszowy „60 lat Sił Zbrojnych ZSRR”
- Medal „W upamiętnieniu 250-lecia Leningradu”
- Medal „W upamiętnieniu 1500-lecia Kijowa”